# 4123 Tarsila
4123 Tarsila је астероид главног астероидног појаса чија средња удаљеност од Сунца износи 2,833 астрономских јединица (АЈ).
Апсолутна магнитуда астероида је 12,9.